# Dry Bowser
Dry Bowser is een personage uit de Mario-reeks. Hij is het skelet van Bowser, net zoals Dry Bones dat van Koopa Troopa is.

## Algemene informatie
Dry Bowser verscheen voor het eerst in New Super Mario Bros. voor de DS, als eindbaas. Later verschijnt hij opnieuw in Mario Kart Wii, als vrij speelbaar personage. Tevens is hij als personage te koop in een pakket met twee andere nieuwe personages bij Mario Kart 8.
Hij verschijnt opnieuw op de Olympische Winterspelen in Mario & Sonic op de Olympische Winterspelen. In de Wii-versie van het spel moet hij in Festival mode verslagen worden in ijshockey. Dry Bowser zelf staat op doel terwijl de Dry Bones' het werk in het veld opknappen.
In de DS-versie is hij een baas in Supersonische Afdaling en Curlbowlen in avontuurmodus. Dry Bowser verscheen in 2011 ook in het spel Mario & Sonic op de Olympische Spelen: Londen 2012, daar moet de speler hem verslaan bij het zeilen 420 (paar). Hij is ook speelbaar in Mario Tennis Open daar moet de speler hem vrijspelen.
Hij heeft een rood schild op zijn rug, twee horens en een staartje zoals Bowser Jr. die ook heeft. Dry Bowser werd een skelet nadat hij in de lava werd gegooid door Mario. Hij spuwt blauw vuur.